# Île aux Oiseaux (Gironde)
Pour les articles homonymes, voir Île aux Oiseaux.
L'île aux Oiseaux est une petite île située sur la commune française de La Teste-de-Buch  au centre du bassin d'Arcachon.

## Géographie
Parmi diverses hypothèses, elle serait soit un ancien banc de sable, soit les restes d'une haute dune forgée par le vent et les courants marins, dont la base se serait fixée sur son emplacement actuel au cours du temps.
Sa superficie varie en fonction de la marée : elle est en moyenne d'environ 300 hectares à marée haute, et de plus de 3 000 à marée basse.
L'île compte 53 cabanes, dont deux cabanes tchanquées.

## Histoire
L'île était autrefois utilisée par les habitants du bassin comme lieu de pacage pour les troupeaux de vaches puis de chevaux, qui s'y rendaient en nageant depuis les  villages les plus proches, ce qui donna le nom à la pointe située entre Petit Piquey et Grand Piquey : la Pointe aux Chevaux. 
L'île est affermée de 1829 à 1832 à Antoine de Sauvage (1793-1852), propriétaire des terres d'Arès et d'Andernos.
Lors de tempêtes, notamment celles de 1714 et de 1882, l'île fut submergée et les animaux décimés.
L'île est alors devenue un terrain de chasse et de pêche (activités aujourd'hui très strictement  réglementées) aménagé avec des tonnes (cabanes de chasse), des lacs, un puits artésien d'eau douce, des cabanes et les deux cabanes tchanquées (du mot chanca, tchanque, qui signifie échasse en gascon), qui sont devenues les symboles de l'île et du bassin. Elle est entourée de parcs ostréicoles.
L'île, que métamorphosent les marées, reste un refuge d'oiseaux migrateurs et de loups de mer.
Depuis le début du XXe siècle, il existe des excursions régulières en bateau depuis Arcachon et du Cap Ferret. Certains plaisanciers s'y rendent également.
C'est un site naturel classé depuis un décret du 21 août 2008.

## Culture populaire
La chanson Tombé pour elle de Pascal Obispo a pour sous-titre « l'Île aux Oiseaux » (album Un jour comme aujourd'hui, 1994).

## Galerie

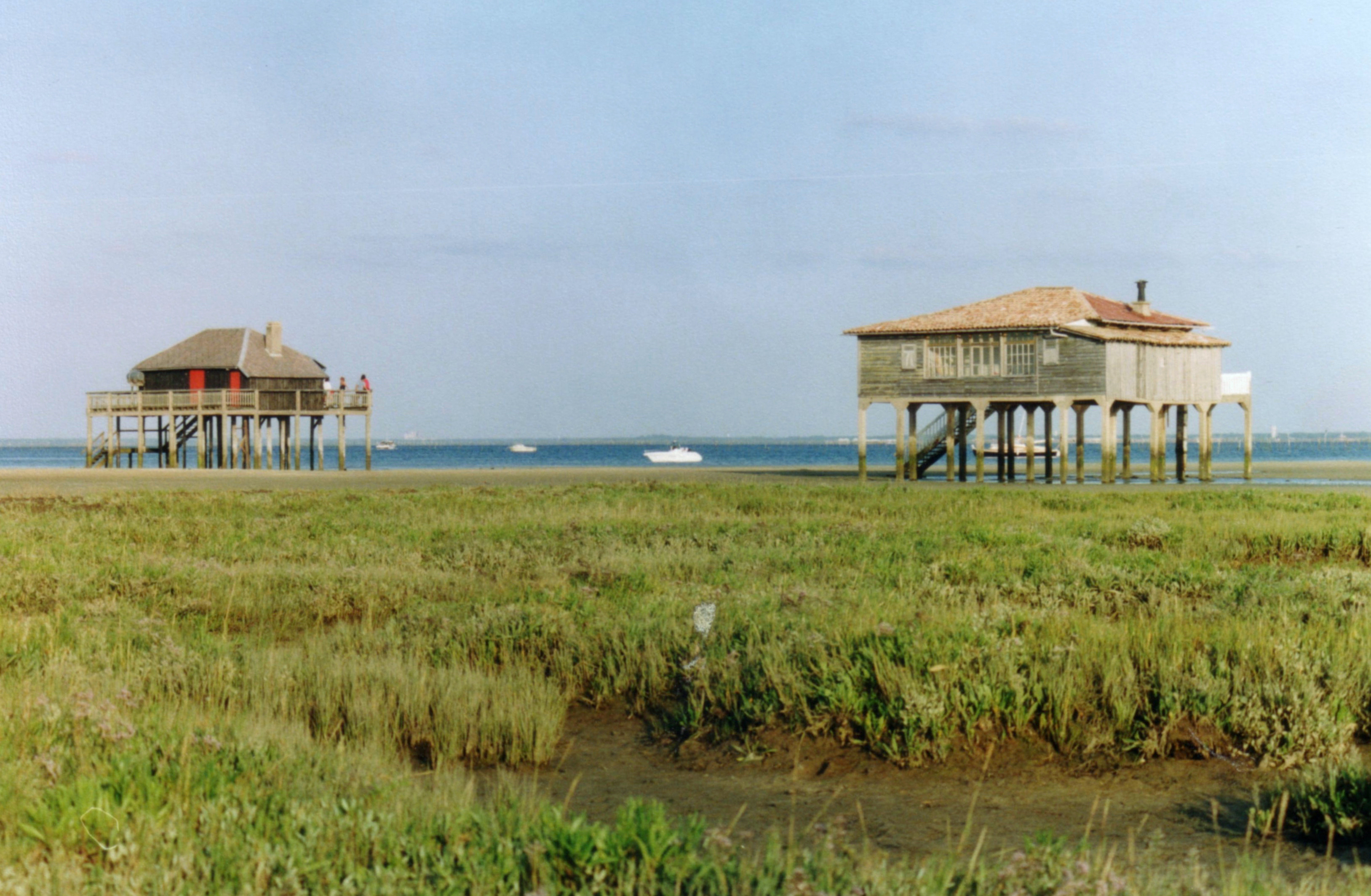
Cabanes tchanquées de l'île aux Oiseaux.
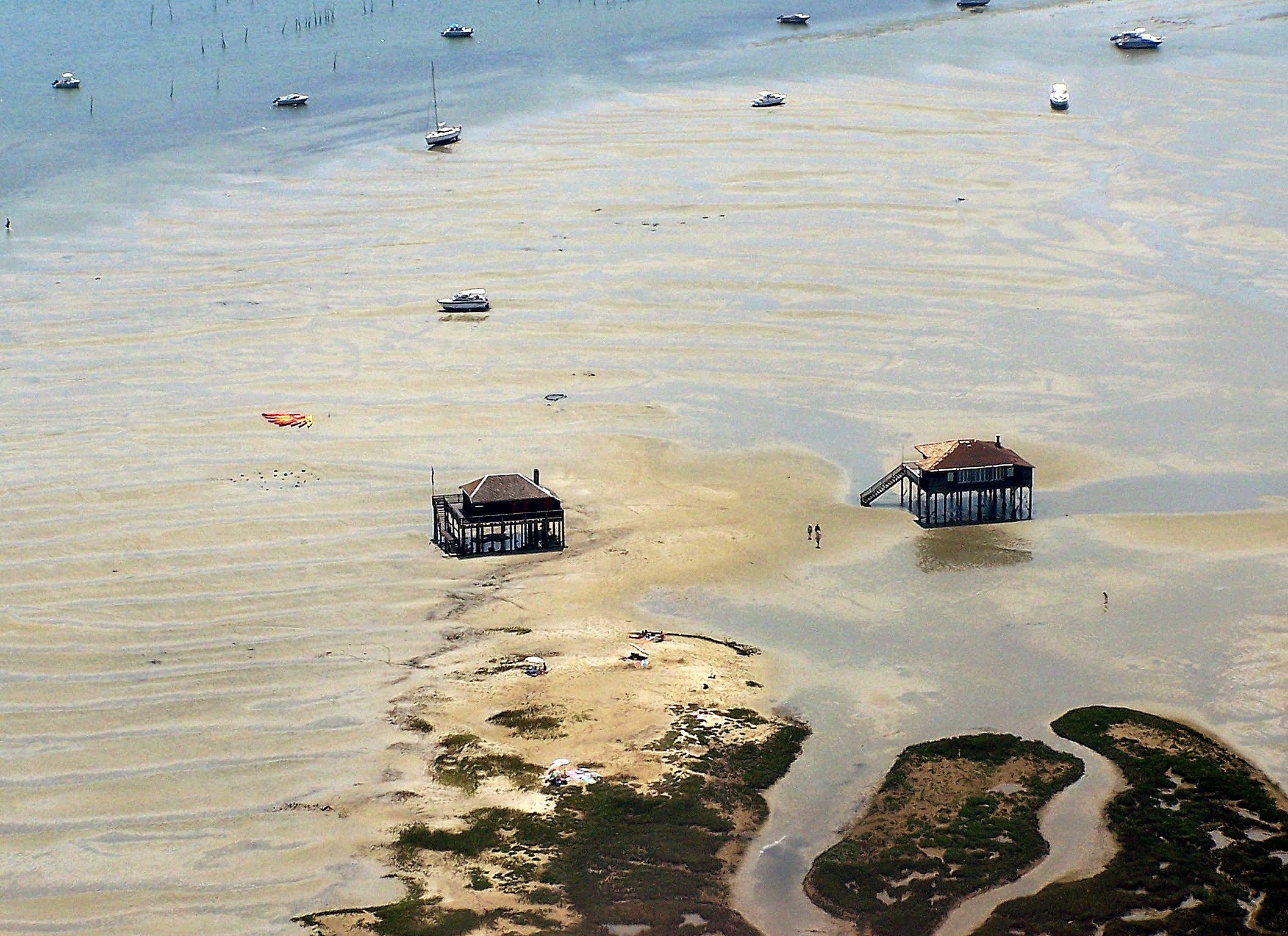
Vue aérienne des cabanes tchanquées du bassin d'Arcachon.